# 이매뉴얼 에메니케
이매뉴얼 치네니에 에메니케(영어: Emmanuel Chinenye Emenike, 1987년 5월 10일 ~, 오투오차)는 나이지리아의 전 축구 선수이다. 포지션은 스트라이커였다.